# Jakub Klimo
Jakub Klimo (* 9. srpna 1979, Ostrava) je slovenský fotograf.

## Životopis
Jeho otec Martin Klimo je fotograf. Na Škole užitého výtvarného umění v Bratislavě vystudoval obor fotografie. Tento obor později studoval na Vysoké škole výtvarných umění v Bratislavě. Jeho manželkou je modelka Denisa Dvončová. V roce 2010 se jim narodil syn Mates. V tom samém roce se narodila i dcera jeho sestře, vizážistce Zuzaně Klimové. Jeho bratr Matej Klimo je hudebník.

## Tvorba

### Knihy
- Igor Kalinauskas, Jakub Klimo: The Cage – the Story of Beauty, Gallery INK, 2011, ISBN 9788097071455.

### Hudební alba
- 2009: Gemini – Zuzana Smatanová
- 2010: Už – Richard Müller
- 2012: Svléknout si člověka – Sima Martausová
- 2013: War – Nela Pocisková , foto: Jakub Klimo, Braňo Šimončík
- 2013: Jsem to já – Lucie Bílá
- 2013: Hlasy – Richard Müller & Fragile

## Ocenění
- 2005: 1. místo Fuji Europress Photo Awards, kategorie módní fotografie
- 2007: Talent roku, Mezinárodní festival módní fotografie, Cannes